# علامة تجارية

رمز علامة تجارية مسجلة

رمز علامة تجارية

العَلامَةُ التِّجَارِيَّةُ المُسَجَّلَةُ هي علامة مميزة أو مؤشر يستخدمه فرد أو منظمة أعمال، أو أي كيان قانوني آخر للدلالة على أن المنتجات أو الخدمات المقدمة للمستهلك والتي تظهر عليها العلامة التجارية تنشأ من مصدر وحيد، ولتمييز منتجاتها أو خدماتها عن منتجات وخدمات الآخرين.
العلامة التجارية عادة ما تكون كلمة، أو اسم، أو عبارة، أو شعار، أو رمز، أو تصميم، أو صورة أو بعض هذه العناصر مجتمعة. إلا أن هنالك بعض العناصر غير التقليدية التي يمكن أن تتكون منها العلامة التجارية مثل تلك التي تعتمد على لون أو رائحة (مثل اللون البرتقالي لمقصات fiskars) أو صوت (مثل نغمة نوكيا )
أُقرّ أول قانون تشريعي يتعلق بالعلامات التجارية، في عام 1266 في عهد الملك هنري الثالث، إذ طُلب من جميع الخبازين استخدام علامة مميزة للخبز الذي يبيعونه.]بحاجة لمصدر[ ظهرت أولى قوانين العلامات التجارية الحديثة في نهايات القرن التاسع عشر. اعتُمد في فرنسا أول نظام شامل للعلامات التجارية في العالم في عام 1857. غيّر قانون العلامات التجارية لعام 1938 في المملكة المتحدة النظام، إذ سُمح بالتسجيل بناءً على «نية الاستخدام»، من خلال إنشاء عملية قائمة على الاختبار، ووضع نظام نشر لتطبيقها. احتوى قانون عام 1938، الذي كان بمثابة نموذج للتشريعات المشابهة في أماكن أخرى، على مفاهيم جديدة مثل «العلامات التجارية المترابطة»، والموافقة لاستخدام النظام، ونظام علامات دفاعي ونظام الحقوق غير المطالب بها.
يمكن استخدام كل من الرموز ™ (رمز للعلامات التجارية) و ® (رمز العلامات التجارية المسجلة) للإشارة إلى العلامات التجارية؛ يمكن أن يستخدم الرمز الأخير، مالك العلامة التجارية التي سُجلت فحسب.

## الاستخدام
تحدد العلامة التجارية من هو مالك العلامة التجارية لمنتج أو خدمة معينة. يمكن أن تُستخدم العلامة التجارية من قبل أشخاص آخرين بموجب اتفاقيات ترخيص؛ على سبيل المثال، حصلت شركة باليلاند على ترخيص لإنتاج تماثيل سميرف؛ واشترت مجموعة ليغو ترخيصًا من شركة لوكاس فيلم كي تتمكن من إطلاق لعبة ليغو ستار وورز؛ وتي تي تويز تويز هي شركة مرخصة لتصنيع السيارات المتماثلة للأطفال. يسمى الاستخدام غير المرخص للعلامة التجارية من خلال إنتاج وتجارة سلع استهلاكية مزيفة، بقرصنة العلامات التجارية.
يمكن أن ينفذ مالك العلامة التجارية إجراءات قانونية ضد انتهاك حقوق العلامة التجارية. تطلب معظم الدول تسجيلًا رسميًا للعلامة التجارية، على اعتباره شرطًا سابقًا لتنفيذ هذا النوع من الإجراءات القانونية. تعترف الولايات المتحدة وكندا والعديد من البلدان الأخرى بالقانون العام لحقوق العلامات التجارية، الذي يسمح بإمكانية اتخاذ إجراءات لحماية علامة تجارية غير مسجلة إذا استُخدمت. مع ذلك، فإن القانون العام للعلامات التجارية يُقدم عمومًا لمالكها، حماية قانونية أقل من العلامات التجارية المسجلة.

## التسمية والرموز
يمكن الإشارة إلى العلامة التجارية بالرموز التالية:
- رمز العلامة التجارية ("الحرفان "TM" مطبوعان بخط مرتفع، هما رمز العلامة التجارية غير المسجلة، وهي علامة تستخدم للترويج أو العلامة التجارية للسلع)
- ℠ (الحرفان "SM" مطبوعان بخط مرتفع، هما رمز علامة خدمة غير مسجلة، وهي علامة تستخدم للترويج لخدمات العلامة التجارية أو)
- ® (حرف "R" محاطاً بدائرة، دلالة على العلامة التجارية المسجّلة)

تمثل الرموز الثلاثة المرتبطة بالعلامات التجارية حالة العلامة وبالتالي مستوى حمايتها. بينما يمكن استخدام ™ مع أي استخدام في القانون العام للعلامة، لا يجوز استخدام ® إلا من طرف مالك العلامة بعد التسجيل لدى السلطة الوطنية ذات الصلة، مثل مكتب الولايات المتحدة لبراءات الاختراع والعلامات التجارية (USPTO أو PTO) أو مكتب براءات الاختراع الهندي (IPO). الطريقة الصحيحة لعرض أي من الرمزين هي طباعة أو كتابة العلامة مباشرة بأسلوب مرتفع.

## الأنماط
عادةً ما تكون العلامة التجارية اسماً أو كلمةً أو عبارةً أو شعاراً أو رمزاً أو تصميماً أو صورةً أو مزيج من هذه العناصر. هناك أيضًا مجموعة من العلامات التجارية غير التقليدية التي تشتمل على علامات لا تندرج ضمن هذه الفئات القياسية، مثل تلك المستندة إلى اللألوان أو الروائح أو الأصوات (مثل صوت الجرس). غالبًا ما تُرفض العلامات التجارية التي تعتبر مسيئة وفقًا لقانون العلامات التجارية الخاص بالدولة.
يُستخدم مصطلح "العلامة التجارية" أيضًا بشكل غير رسمي للإشارة إلى أي سمة مميزة يمكن من خلالها التعرف على الفرد بسهولة، مثل الخصائص المعروفة للمشاهير. عندما تستخدم علامة تجارية للخدمات بدلاً من المنتجات، فقد يطلق عليها أحيانًا اسم علامة الخدمة، لا سيما في قانون العلامات التجارية للولايات المتحدة.

## المفاهيم الأساسية
الوظيفة الأساسية للعلامة التجارية هي تحديد مصدر أو المنشأ الحصري للمنتجات أو الخدمات، بحيث تشير العلامة التجارية إلى المصدر أو تعمل بمثابة علامة منشأ. بمعنى آخر،  تفيد العلامات التجارية في تحديد كيان معين كمصدر للسلع أو الخدمات. ويُعرف استخدام العلامة التجارية بهذه الطريقة باسم استخدام العلامة التجارية. وتترتب على العلامة التجارية المسجلة حقوق حصرية معينة.
لا تُستخدم العلامات التجارية من جانب الشركات فحسب، بل تستخدمها المنظمات غير التجارية والأديان أيضًا لحماية هويتها وشهرتها والسمعة الطيبة المرتبطة بأسمائها.
تنشأ حقوق العلامة التجارية عمومًا من استخدام تلك العلامة بخصوص منتجات أو خدمات معينة، ، أو للحفاظ على حقوق حصرية عليها، بافتراض عدم وجود اعتراضات أخرى على العلامة التجارية.
صنّف تصنيف نيس الدولي للسلع والخدمات السلع والخدمات المختلفة إلى 45 فئة للعلامات التجارية (من 1 إلى 34 تشمل السلع، ومن 35 إلى 45 تشمل الخدمات). الفكرة وراء هذا النظام هي تحديد وتقييد امتداد حق الملكية الفكرية عن طريق تحديد السلع أو الخدمات التي تغطيها العلامة، وتوحيد أنظمة التصنيف حول العالم.

## التاريخ

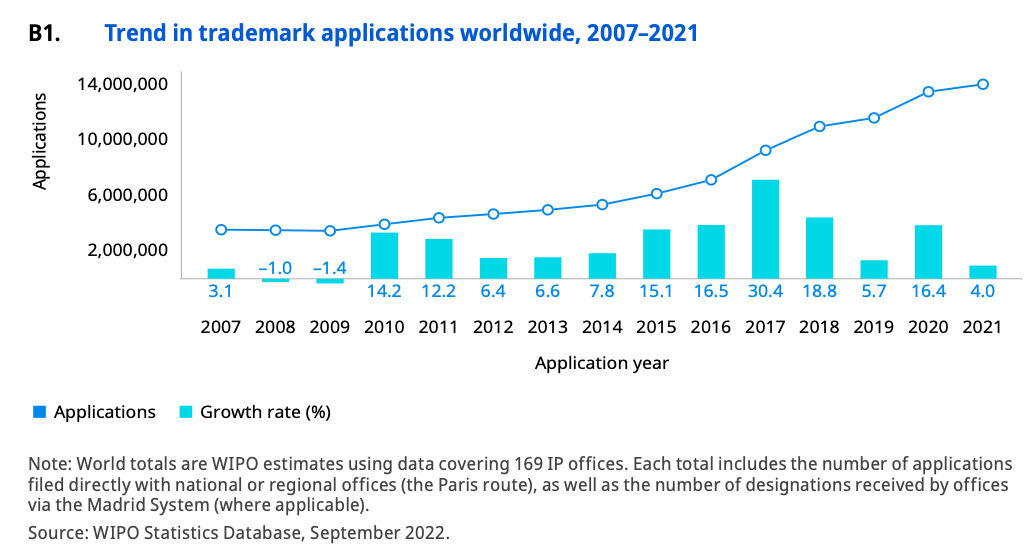
تم تقديم وإيداع ما يقدر بـ 13.9 مليون طلب علامة تجارية في جميع أنحاء العالم عام 2021. وهذا يمثل زيادة بنسبة 4% مقارنة بعام 2020. وكان هذا هو العام الثاني عشر على التوالي للنمو بعد انتهاء الأزمة المالية العالمية في عام 2009.

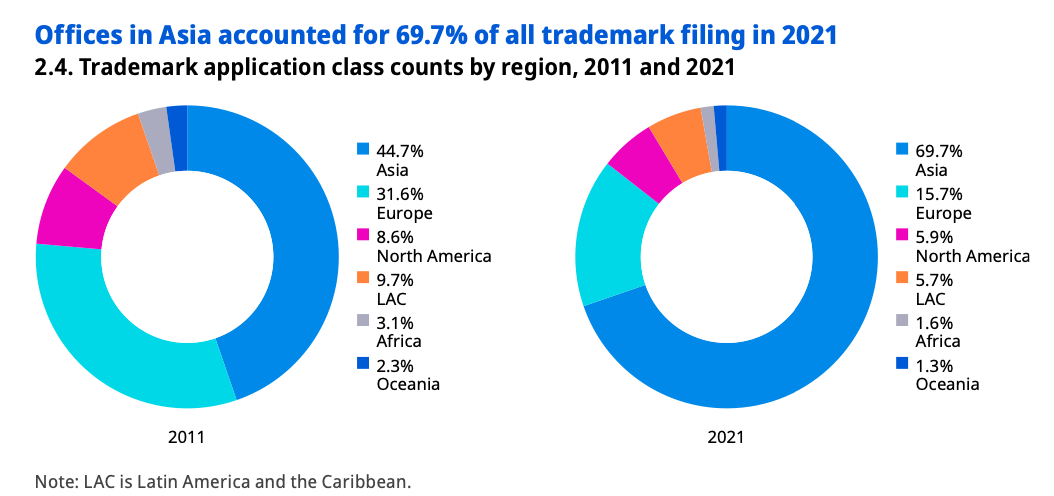
استحوذت المكاتب في آسيا على 69.7% من إجمالي إيداع طلبات العلامات التجارية في عام 2021.

في المعاهدات الخاصة بالعلامات التجارية، يُذكر عادة أن الحدادين الذين صنعوا السيوف في الإمبراطورية الرومانية يُعتبرون أول من استخدم العلامات التجارية. ومن العلامات التجارية البارزة الأخرى التي لا تزال مستخدمة منذ فترة طويلة علامة ستيلا أرتوا، حيث تدّعي شركة ستيلا أرتوا استخدام علامتها منذ عام 1366، و"لوفينبراو"، حيث تدعي الشركة استخدام علامة الأسد الخاصة بها منذ عام 1383. أما أول تشريع للعلامات التجارية فقد أصدره برلمان إنجلترا في عهد الملك هنري الثالث عام 1266، والذي ألزم جميع الخبازين باستخدام علامة مميزة للخبز الذي يبيعونه.
ظهرت أولى قوانين العلامات التجارية الحديثة في أواخر القرن التاسع عشر. في فرنسا، اعتمد أول نظام شامل للعلامات التجارية في العالم عام 1857 بإدراجه ضمن "قانون التصنيع وعلامات البضائع". وفي بريطانيا، اعتبر قانونُ علامات السلع لعام 1862 أن تقليد علامة تجارية لشخص آخر "بنيّة وقصد الاحتيال أو تمكين الغير من الاحتيال" جريمةً جنائية. وقد سمح إصدار وتمرير قانون تسجيل العلامات التجارية لعام 1875 بالتسجيل الرسمي للعلامات التجارية في مكتب براءات الاختراع في المملكة المتحدة لأول مرة. واعتبر التسجيل دليلاً للوهلة الأولى على ملكية العلامة التجارية، وبدأ تسجيل العلامات في 1 يناير/كانون الثاني 1876. وعرّف قانون 1875 العلامة التجارية القابلة للتسجيل بأنها جهاز أو علامة، أو اسم فرد أو شركة مطبوع بطريقة معينة ومميزة؛ أو توقيع مكتوب أو نسخة من توقيع مكتوب لفرد أو شركة؛ أو علامة أو تذكرة مميزة'.
في الولايات المتحدة، حاول الكونغرس لأول مرة إنشاء نظام فيدرالي/اتحادي للعلامات التجارية عام 1870. وكان يفترض أن يمارس هذا القانون صلاحيات الكونغرس بموجب بند حقوق المؤلف. ومع ذلك، ألغت المحكمة العليا قانون 1870 في قضايا العلامات التجارية في وقت لاحق من العقد. في عام 1881، أقر الكونغرس قانونًا جديدًا للعلامات التجارية، وهذه المرة وفقًا لصلاحياته بموجب بند التجارة. ثم راجع الكونغرس قانون العلامات التجارية ونقّحه عام 1905. وبموجب قانون لانهام لعام 1946 جرى تحديث القانون وأصبح، مع العديد من التعديلات، القانون الفيدرالي/الاتحادي الأساسي للعلامات التجارية.
وقد أنشأ قانون العلامات التجارية لعام 1938 في المملكة المتحدة أول نظام تسجيل قائم على مبدأ "النية في الاستخدام". كما أنشأ القانون أيضاً إجراءً لنشر الطلبات ووسع حقوق صاحب العلامة التجارية لتشمل منع استخدام العلامة التجارية حتى في الحالات التي من غير المحتمل أن يحدث فيها لبس. وخدم هذا القانون كنموذج لتشريعات مشابهة في أماكن أخرى.

### أقدم العلامات التجارية المسجّلة

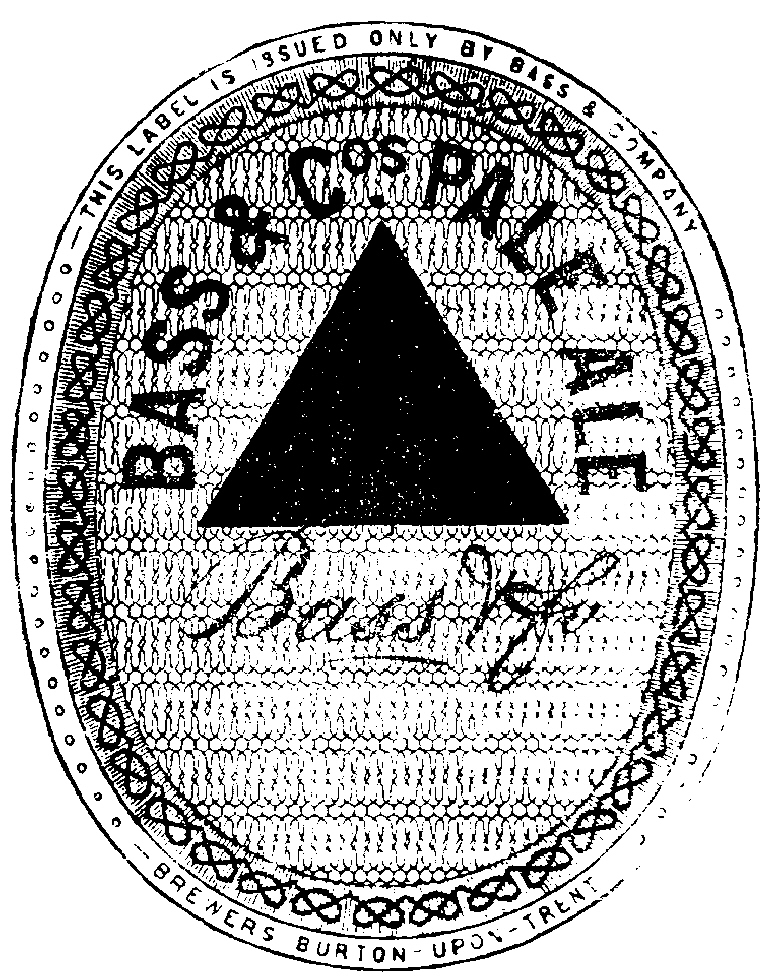
أصبح شعار مصنع شركة باس للجعة أول صورة تُسجّل علامةً تجارية في المملكة المتحدة، في عام 1876.

ثمة جهات عديدة تتدعي أنها أصحاب العلامة التجارية المسجلة الأقدم، والمذكورة أدناه:
- أستراليا: كانت معظم الشركات الكبرى والمهمة تستخدم العلامات التجارية بالفعل في منتصف القرن التاسع عشر، وبينما استندت أستراليا في قانون براءات الاختراع إلى النظام القانوني البريطاني، كانت مقاطعة جنوب أستراليا آنذاك (1863)، ومستعمرات كوينزلاند وتسمانيا (1864)، ونيو ساوث ويلز (1895) وفيكتوريا (1876) وأستراليا الغربية (في 1885) قد سنّت قوانين لحماية العلامات التجارية قبل بريطانيا بفترة طويلة.[25] وهكذا، كان بنك نيو ساوث ويلز قد سجل شعاره عام 1850 تقريباً، وكانت شركات مثل شركة تسمانيا للمربيات والفاكهة المحفوظة تمتلك علامة تجارية في عام 1878.[25] وبعد اتحاد استراليا، أٌنشيء سجل الكومنولث للعلامات التجارية في 2 يوليو/تموز 1906، وافتُتح مكتب العلامات التجارية في ملبورن، وتم تقديم أكثر من 750 طلبًا في ذلك التاريخ.[26] كان المنتج "PEPS" وهو دواءٌ لعلاج السعال والزكام والتهاب الشعب الهوائية، "دواء رائع للتنفس بشكل أقراص قابلة للذوبان"، هو أولى هذه العلامات التجارية الفيدرالية، الذي سجلها تشارلز إدوارد فولفورد؛ وهو مستطيل مستدير مصمم على شكل علبة. وقد احتوى الشكل على كلمة "PEPs" إلى جانب عبارة وصفية تنص  "للسعال، الزكام والتهاب الشعب الهوائية".'[26]
- المملكة المتحدة: 1876 – كان ملصق مصنع شركة باس للجعة الذي يتضمن شعار المثلث لبيرة أيل هو أول علامة تجارية تُسجل بموجب قانون تسجيل العلامات التجارية لعام 1875.[24]
- الولايات المتحدة: هناك على الأقل ادّعاءان:
  - علامة تصميم مع نسر وشريط وعبارة "اقتصادي، جميل، ودائم"[27]] كانت أول علامة تجارية مسجلة، قدّمتها شركة أفريل للدهانات الكيميائية في 30 أغسطس 1870 بموجب قانون العلامات التجارية لعام 1870.[18][28] ومع ذلك، في قضايا العلامات التجارية، 100 U.S. 82 (1879)، قضت المحكمة العليا الأمريكية بعدم دستورية قانون 1870.[18][28]
  - أقدم علامة تجارية مسجلة في الولايات المتحدة لا تزال قيد الاستخدام هي العلامة التجارية رقم 11210،[29] وهي تصوير لشخصية شمشون التوراتية وهو يصارع أسدًا، سجّلتها في الولايات المتحدة شركة جي بي تولمان J.P. Tolman Company في 27 مايو 1884[30] (الآن شركة شمشون لتقنيات الحبال.)، وهي شركة لصنع الحبال.[31]
- ألمانيا: سجّلت شركة كروب للصلب ثلاث إطارات لعجلات قطار غير ملحومة،[32] والتي توضع فوق بعضها البعض، كعلامه تجارية لها في عام 1875، بموجب قانون حماية العلامات التجارية الألماني لعام 1874.[33] لم تنكسر اطارات عجلة القطار غير الملحومة على عكس الإطارات الحديدية ذات اللحام، وقد حصلت شركة كروب على براءة اختراع في بروسيا عام 1853.

## المصطلحات

رسم تقريبي لنمط التحقق من بربري. هذا النمط هو علامة تجارية مسجلة لشركة بربري المحدودة

تُستخدم أحيانًا مصطلحات مثل "العلامة"، و"الماركة التجارية" و"الشعار" بالتبادل مع "العلامة التجارية". ومع ذلك، فإن "العلامة التجارية" تشمل أيضًا أي جهاز أو علامة أو اسم تجاري أو ملصق أو توقيع أو كلمة أو حرف أو رقم أو شكل من أشكال السلع أو التغليف أو لون أو مزيج من الألوان أو رائحة أو صوت أو حركة أو أي مزيج من هذه الأشياء التي يمكن أن تميّز السلع والخدمات الخاصة بشركة معينة عن سلع أو خدمات الشركات الأخرى. يجب أن تكون قابلة للتمثيل رسومياً ويجب أن تُطبق على السلع أو الخدمات التي سجّلت هذه العلامة لها.
تشمل الأنواع المتخصصة من العلامات التجارية علامات التصديق والعلامات التجارية الجماعية والعلامات التجارية الدفاعية. تُعرف أحيانًا العلامة التجارية المستخدمة بشكل شائع لوصف منتج أو خدمة (بدلاً من تمييز المنتج أو الخدمات عن تلك الخاصة بأطراف ثالثة) بالعلامة التجارية العامة. إذا أصبحت هذه العلامة مرادفة لهذا المنتج أو الخدمة إلى الحد الذي لم يعد بإمكان مالك العلامة التجارية إنفاذ حقوق الملكية الخاصة به، تصبح العلامة عامة.    
"شكل العلامة التجارية" هو مصطلح غير رسمي لمظهر مميز لفنان أو مؤدّي أو شخصية من نوع ما. وهو عادةً لا يتمتع بالحماية القانونية للعلامة التجارية ولا يُستخدم المصطلح في قانون العلامات التجارية.

## التسجيل
تعتبر بعض القوانين العلامة التجارية شكلًا من أشكال الملكية. ويمكن إنشاء حقوق الملكية المتعلقة بعلامة تجارية من خلال الاستخدام الفعلي لتلك العلامة التجارية في السوق أو من خلال تسجيل العلامة لدى مكتب العلامات التجارية ذي الصلة (أو "سجل العلامات التجارية") في ولاية قضائية معينة. في بعض الولايات القضائية، يمكن تأسيس وإثبات حقوق العلامات التجارية من خلال أي من الطريقتين أو كلتيهما. بعض الولايات القضائية لا تعترف عمومًا بحقوق العلامات التجارية التي تنشأ فقط من خلال الاستخدام. إذا لم يكن لدى مالكي العلامات التجارية تسجيلات لعلاماتهم في تلك الولايات القضائية، فقد تكون قدرتهم على فرض حقوقهم من خلال إجراءات التعدي على العلامات التجارية محدودة. في حالات النزاع، يُشار غالبًا إلى هذا التباين في الحقوق بـ "الأسبقية في التسجيل" (أي التسجيل) على عكس "الأسبقية في الاستخدام". تقدم بعض الدول، مثل ألمانيا، عددًا محدودًا من حقوق القانون العام للعلامات غير المسجلة، حيث يجب أن تحتل السلع أو الخدمات مكانة عالية الأهمية في السوق للحصول على الحماية — حيث يمكن أن تكون هذه الحصة 40% أو أكثر من حصة السوق للمبيعات في فئة معينة من السلع أو الخدمات.
في الولايات المتحدة، تتضمن عملية التسجيل عدة خطوات. أولاً، يقدم مالك العلامة التجارية طلبًا لمكتب براءات الاختراع والعلامات التجارية الأمريكي لتسجيل العلامة التجارية. بعد حوالي ثلاثة أشهر من تقديمه، يراجع الطلب محامي فحص في مكتب براءات الاختراع والعلامات التجارية الأمريكي. يتحقق محامي الفحص من الامتثال لقواعد دليل إجراءات فحص العلامات التجارية. تتضمن هذه المراجعة أمورًا ومسائل إجرائية مثل التأكد من تحديد السلع أو الخدمات الخاصة بالمتقدم بشكل صحيح. كما تتضمن أمورًا أكثر جوهرية وموضوعية مثل التأكد من أن العلامة الخاصة بالمتقدم ليست مجرد علامة وصفية أو من المحتمل أن تسبب لبسًا وخلطاً مع علامة موجودة مسبقًا أو مسجلة. وفي حال تعارض الطلب مع أي متطلبات أو شرط من الشروط، يقوم محامي الفحص بإجراء مكتبي يطلب من مقدم الطلب معالجة بعض القضايا أو الرفض قبل تسجيل العلامة. إذا وافق المحامي الفاحص على الطلب، سيتم "نشره للاعتراض". خلال هذه الفترة التي تستمر 30 يومًا، يجوز للأطراف الثالثة التي قد تتأثر بتسجيل العلامة التجارية أن تتقدم بدعوى اعتراض لوقف تسجيل العلامة. إذا قُدّم إجراء اعتراض، فإنه يرفع قضية أمام مجلس محاكمة واستئناف العلامات التجارية لتحديد مدى صحة أسباب الاعتراض وكذلك قدرة مقدم الطلب على تسجيل العلامة محل الاعتراض. وأخيرًا، إذا لم يعترض أي طرف ثالث على تسجيل العلامة خلال فترة الاعتراض أو أن يتم البت في الاعتراض لصالح مقدم الطلب، تُسجّل العلامة في الوقت المناسب.
أما خارج الولايات المتحدة، تكون عملية التسجيل مشابهة إلى حد كبير لتلك المتّبعة في الولايات المتحدة، باستثناءٍ واحدٍ ملحوظ في العديد من البلدان: يتم التسجيل قبل إجراءات الاعتراض. بمعنى آخر، بمجرد أن يراجع الفاحص الطلب ويتبين أنه يستحق التسجيل، يتم إصدار شهادة التسجيل شريطة أن تكون العلامة مفتوحة وقابلة للاعتراض. وتتباين المدة الإجمالية لعملية تسجيل العلامة التجارية بشكل كبير بين الولايات القضائية كل على حدة، حيث تتراوح بين شهرين إلى 24 شهرًا.
تمنح العلامة التجارية المسجلة حزمة من الحقوق الحصرية للمالك المسجل، بما في ذلك الحق في الاستخدام الحصري للعلامة على المنتجات أو الخدمات المسجلة من أجلها. وتسمح القوانين في معظم الولايات القضائية أيضًا لمالك العلامة التجارية المسجلة بمنع الاستخدام غير المصرّح به للعلامة على المنتجات أو الخدمات التي تكون متطابقة أو "المشابهة بشكل واضح" للمنتجات أو الخدمات المسجلة الحالية، وفي بعض الحالات، منع استخدام منتجات أو خدمات مختلفة تمامًا. ويتمثل الاختبار دائمًا فيما إذا كان مستهلك السلع أو الخدمات سيختلط عليه الأمر ويكون مشتتًا بشأن هوية المصدر أو المنشأ، وليس فقط في مجال الحقوق التي تحددها العلامة التجارية. ومثال على ذلك قد تجد علامة تجارية لشركة إلكترونيات كبيرة متعددة الجنسيات مثل شركة سوني يمكن للمستهلك أن يفترض أن منتجًا غير إلكتروني مثل نظارات شمسية قد أتت من شركة سوني اليابانية على الرغم من كون ذلك المنتج خارج فئة السلع التي تمتلك سوني حقوقًا فيها، ولكن قد يكون ما زال محميًا بعلامة سوني التجارية.لكن لا يوجد أي احتمال لوجود عيادة للعلاج النفسي أو خط إنتاج خبز الهامبرغر أو معسكر صيفي ينتهك العلامة التجارية لشركة سوني، نظراً لأن الخدمة أو المنتجات المقدمة تختلف تماماً عن الحقوق التي تغطيها علامة سوني التجارية ومجموعة السلع التي تصنّعها.
وبمجرد إنشاء وتأسيس حقوق العلامات التجارية في ولاية قضائية معينة، لا يكون هذا الحق عادةً قابلًا للإنفاذ إلا في تلك الولاية القضائية، وهي صفة تُعرف أحيانًا باسم "الإقليمية". ومع ذلك، هناك مجموعة من قوانين وأنظمة العلامات التجارية الدولية التي تيسر وتسهل حماية العلامات التجارية في أكثر من ولاية قضائية.

### أهم المتقدمين للحصول على العلامات التجارية في نظام مدريد
اتفاق مدريد بشأن التسجيل الدولي للعلامات هو بروتوكول لحماية العلامات التجارية عالمياً، في أكثر من 120 دولة. يتضمن نظام مدريد نظاماً مركزياً لتسجيل العلامات التجارية من خلال تقديم طلبٍ واحدٍ بلغةٍ واحدةٍ وبمجموعة واحدة من الرسوم (بعملة واحدة، فرنك سويسري)، ويمكن الحصول على الحماية في الدول الأعضاء والمنظمات الحكومية الدولية. يمكن بعد ذلك تعديل التسجيلات الدولية أو تجديدها أو توسيعها مركزياً من خلال المنظمة العالمية للملكية الفكرية (وليس من خلال مكاتب الملكية الفكرية المنفصلة). يقتصر استخدام نظام مدريد على الأشخاص الطبيعيين أو الشخصيات المعنوية، أي أي مواطن أو مقيم أو شخص لديه شركة في إقليم عضوٍ في نظام مدريد.
| مقدّم الطلب         | المنشأ           | الطلبات المقدمة في نظام مدريد عام 2019 | الطلبات المقدمة في نظام مدريد عام 2020 | الطلبات المقدمة في نظام مدريد عام 2021 | الطلبات المقدمة في نظام مدريد عام 2022 | الطلبات المقدمة في نظام مدريد عام 2023 |
| ------------------ | ---------------- | -------------------------------------- | -------------------------------------- | -------------------------------------- | -------------------------------------- | -------------------------------------- |
| لوريال             | فرنسا            | 193                                    | 115                                    | 187                                    | 170                                    | 199                                    |
| بي إم دبليو        | ألمانيا          |                                        |                                        | 56                                     | 39                                     | 124                                    |
| يورو غيمز تكنولوجي | بلغاريا          | 48                                     | 84                                     | 93                                     | 120                                    | 118                                    |
| بوهرينجر إنجلهيم   | ألمانيا          |                                        |                                        | 60                                     | 54                                     | 110                                    |
| نوفارتس            | ألمانيا          | 129                                    | 233                                    | 94                                     | 131                                    | 110                                    |
| Berlin-Chemie AG   | ألمانيا          |                                        |                                        | 1                                      | 3                                      | 107                                    |
| شيسيدو             | اليابان          | 70                                     | 130                                    | 93                                     | 98                                     | 103                                    |
| ميزونو             | اليابان          |                                        |                                        | 21                                     | 51                                     | 79                                     |
| هواوي              | الصين            | 164                                    | 197                                    | 106                                    | 80                                     | 78                                     |
| أبل                | الولايات المتحدة | 104                                    | 80                                     | 92                                     | 47                                     | 74                                     |